# Naissance en 1971
Naissance
- 1967
- 1968
- 1969
- 1970
- 1971
- 1972
- 1973
- 1974
- 1975

Les naissances en 1971 concernent les personnalités nées entre le 1er janvier et le 31 décembre 1971.

## Janvier
- 1er janvier : Chris Potter, saxophoniste, clarinettiste, compositeur de jazz américain.
- 2 janvier : Taye Diggs, acteur et chanteur américain.
- 4 janvier : Jun'ichi Kakizaki, artiste, sculpteur et botaniste japonais.
- 7 janvier : Jeremy Renner, acteur et chanteur américain.
- 8 janvier :
  - Ricardo Abad, coureur d'ultrafond espagnol.
  - Jesper Jansson, footballeur suédois.
  - Géraldine Pailhas, actrice française.
- 9 janvier : 
  - Anna Brzezińska, athlète polonaise et néo-zélandaise.
  - Marc Houtzager, cavalier néerlandais.
  - Christoph Sieber, skipper autrichien.
  - Yolanda Soler, judokate espagnole.
  - Scott Thornton, hockeyeur professionnel canadien.
- 10 janvier : Theuns Jordaan, chanteur sud-africain († 17 novembre 2021).
- 11 janvier : 
  - Marc Fesneau, homme politique français.
  - Mary J. Blige, chanteuse américaine.
  - Paul Johnson, disc-jockey et compositeur de musique électronique américain († 4 août 2021).
- 15 janvier : Regina King, actrice et productrice américaine.
- 17 janvier : 
  - Sylvie Testud, actrice, romancière et réalisatrice française.
  - Lil Jon, rappeur producteur, entrepreneur et disc jockey américain.
- 18 janvier :
  - Arnaud Binard, acteur français.
  - Christian Fittipaldi, pilote automobile brésilien.
  - Pep Guardiola, entraîneur et footballeur espagnol.
- 19 janvier : 
  - Shawn Wayans, acteur, disc-jockey, producteur, auteur et comédien américain.
  - Zanele Situ, athlète sud-africaine († 2 novembre 2023).
- 20 janvier : Jung Woong-in, acteur sud-coréen.
- 21 janvier : Hubert, coloriste et un scénariste français de bande dessinée († 12 février 2020).
- 22 janvier : Geoffrey Gurrumul Yunupingu, musicien australien († 25 juillet 2017).
- 25 janvier : Luca Badoer, pilote automobile italien.
- 29 janvier :
  - Manuel Caballero, matador espagnol.
  - DJ Crazy Toones, producteur de hip-hop et DJ américain († 9 janvier 2017).

## Février
- 1er février : 
  - Michael C. Hall, acteur américain.
  - Hynden Walch, actrice américaine.
- 2 février : Xavier Noiret-Thomé, peintre français.
- 3 février :
  - Sarah Kane, dramaturge britannique († 20 février 1999).
  - Vincent Elbaz, acteur français.
  - Elisa Donovan, actrice américaine.
  - Hong Seok-cheon, acteur, restaurateur et politicien sud-coréen.
- 4 février : Eric Garcetti, homme politique américain.
- 5 février : Sophie Lefranc-Duvillard, skieuse alpine française († 22 avril 2017).
- 6 février : 
  - José María Jiménez, coureur cycliste espagnol († 6 décembre 2003).
  - Olivier Marleix, homme politique français († 7 juillet 2025).
- 7 février : Emmanuel Curtil, comédien français.
- 8 février : 
  - Dmitri Nelioubine, coureur cycliste sur piste soviétique puis russe († 1er janvier 2005).
  - Philippe Caverivière, chroniqueur, auteur et humoriste français.
- 10 février : Lorena Rojas, actrice et chanteuse mexicaine († 16 février 2015).
- 11 février : Damian Lewis, acteur britannique.
- 13 février : Andreï Pali, psychologue et militaire russe d'origine ukrainienne † 19 mars 2022).
- 14 février : Thomas Laughlin (Tommy Dreamer), catcheur américain.
- 17 février : Denise Richards, actrice américaine.
- 19 février : 
  - Wanda Kay, chanteuse allemande.
  - Jeff Kinney, écrivain américain connue pour le Journal d'un dégonflé.
- 20 février : Joost van der Westhuizen, joueur de rugby à XV sud-africain († 6 février 2017).
- 24 février : Pedro de la Rosa, pilote automobile espagnol.
- 25 février : Daniel Powter, chanteur canadien.
- 26 février :
  - Hélène Ségara, chanteuse française.
  - Dorian Gregory, acteur américain.
  - Emmanuel Levy, animateur de radio français.
  - Denis Tsygourov, joueur de hockey sur glace soviétique puis russe († 10 janvier 2015).
- 27 février : Thierry Duvaldestin, driver et entraîneur hippique français.
- 28 février : 
  - Peter Stebbings, acteur, réalisateur et scénariste canadien.
  - Luis de Miranda, intellectuel français.

## Mars
- 1er mars : Ma Dong-seok, acteur américano-coréen.
- 4 mars : Fergal Lawler, batteur irlandais du groupe The Cranberries.
- 8 mars : Réal Béland, humoriste québécois.
- 11 mars : Johnny Knoxville, acteur américain.
- 12 mars : 
  - Anna Carolina Laudon, graphiste et typographe suédoise.
  - Luis Galarreta, homme politique péruvien.
  - Magali Baton, judokate française.
- 13 mars :
  - Carme Chacón, femme d'État espagnole († 9 avril 2017).
  - Ielena Prokofieva, pongiste handisport russe.
  - Joey Beauchamp, footballeur britannique († 19 février 2022).
- 16 mars : Karfa Diallo, écrivain et militant franco-sénégalais
- 20 mars :
  - Murray Bartlett, acteur australien.
  - Stéphane Heulot, coureur cycliste français.
  - Melanie Kreis, femme d'affaires allemande.
- 22 mars : Julie Raynaud, animatrice de télévision française.
- 24 mars : Megyn Price, actrice américaine.
- 26 mars : Erick Morillo, DJ colombien († 1er septembre 2020).
- 27 mars :
  - Nathan Fillion, acteur canadien.
  - David Coulthard, pilote automobile écossais.
  - John Best, basketteur américain.
  - Grégori Derangère, acteur français.
- 31 mars : Ewan McGregor, acteur écossais.

## Avril
- 2 avril : Traci Braxton, auteur-interprète, présentatrice radio, personnalité de la télévision et philanthrope américaine († 11 mars 2022).
- 3 avril : 
  - Emmanuel Collard, pilote automobile français.
  - Shireen Abu Akleh, journaliste américano-palestinienne († 11 mai 2022).
- 4 avril : Sophie Edelstein, directrice du cirque Pinder.
- 5 avril : Krista Allen, actrice américaine.
- 7 avril : Guillaume Depardieu, acteur français († 13 octobre 2008).
- 9 avril :
  - Austin Peck, acteur américain.
  - Enrique Reneau, footballeur hondurien († 23 août 2015).
  - Jacques Villeneuve, pilote automobile québécois.
- 10 avril : 
  - Denis Voronenkov, homme politique soviétique puis russe naturalisé ukrainien († 23 mars 2017).
  - Joey DeFrancesco, organiste, trompettiste, saxophoniste et chanteur de jazz américain († 25 août 2022).
- 11 avril : Oliver Riedel, bassiste allemand.
- 12 avril : 
  - Myriam Muller, actrice et metteuse en scène luxembourgeoise.
  - Shannen Doherty, actrice, réalisatrice et productrice américaine († 14 juillet 2024).
- 14 avril : Jutta Jokiranta, théologienne finlandaise.
- 16 avril : Selena, chanteuse américaine († 31 mars 1995).
- 18 avril : David Tennant, acteur écossais.
- 19 avril : Gad Elmaleh, humoriste et acteur français.
- 21 avril : Axl Rotten, catcheur américain († 4 février 2016).
- 25 avril : 
  - Tim Immers, acteur et animateur néerlandais.
  - Todd Howard, réalisateur et producteur américain de jeux vidéo.
- 28 avril : Markus Beyer, boxeur allemand († 3 décembre 2018).
- 29 avril : 
  - Svetlana Pankratova, mannequin russe, la femme ayant les plus longues jambes au monde.
  - Darby Stanchfield, actrice et réalisatrice américaine.
- 30 avril : Raymi Sambo, acteur, réalisateur, producteur et scénariste néerlandais.
- ? : Xu Ming, homme d'affaires chinois († 4 décembre 2015).

## Mai
- 1er mai :
  - Amira Casar, actrice franco-britannique.
  - Maaoua Etoumi, judokate marocaine.
  - Hasret Gültekin, musicien turc d'origine kurde († 2 juillet 1993).
- 3 mai : Raïymbek Matraimov, homme politique, gestionnaire, homme d'affaires et philanthrope kirghiz.
- 6 mai : Chris Shiflett, guitariste américain du groupe Foo Fighters.
- 7 mai : 
  - Eagle-Eye Cherry, chanteur suédo-américain.
  - Manu Eveno, chanteur et guitariste français, membre du groupe Tryo.
- 8 mai : Shaolin, humoriste, dessinateur, animateur de radio et de télévision brésilien († 14 janvier 2016).
- 10 mai :
  - Fred Eltringham, batteur américain.
  - Kim Jong-nam, chef d'État de la Corée du Nord († 13 février 2017).
  - Leslie Stefanson, actrice, mannequin et sculptrice américaine.
- 14 mai : 
  - Sofia Coppola, réalisatrice, actrice, productrice et scénariste américaine.
  - Deanne Bray, actrice sourde américaine.
  - Matthew Pateman, chanteur et acteur britannique.
- 17 mai : 
  - Gina Raimondo, femme politique américaine.
  - Máxima Zorreguieta, reine des Pays-Bas d'origine argentine.
- 19 mai : Salima Naji, architecte et anthropologue marocaine.
- 20 mai : Samuel Étienne, journaliste, animateur de télévision et de radio français.
- 22 mai : Christophe Deloire, dirigeant d'ONG, journaliste, auteur et éditeur français († 8 juin 2024).
- 24 mai : Elizabeth Sanderson, journaliste, pair et personnalité politique britannique.
- 26 mai : Matt Stone, scénariste, animateur, directeur de film, acteur et doubleur vocal américain.
- 27 mai :
  - Paul Bettany, acteur et producteur britannique.
  - Lisa Lopes, rappeuse américaine († 25 avril 2002).
  - Sean Reinert, musicien et compositeur américain († 24 janvier 2020).
- 28 mai : 
  - Isabelle Carré, actrice française.
  - Gonny Gaakeer, actrice néerlandaise.
  - Marco Rubio, homme politique américain.
- 30 mai : Idina Menzel, actrice, chanteuse et compositrice américaine.
- 31 mai : Irene Dalby, nageuse norvégienne.

## Juin
- 1er juin : 
  - Mario Cimarro, acteur cubain.
  - Primož Čučnik, poète slovène.
- 3 juin : Philippe Wamba, journaliste et écrivain afro-américain († 11 septembre 2002).
- 4 juin : 
  - Noah Wyle, acteur américain.
  - Joseph Kabila, homme politique congolais.
  - Jaynet Kabila, femme politique congolaise.
- 5 juin : Mark Wahlberg, acteur, chanteur et producteur américain.
- 7 juin : Christian Camargo, acteur américain.
- 9 juin : Jean Galfione, athlète français.
- 10 juin :
  - Johan Kleingeld, joueur sud-africain de badminton.
  - Bruno Ngotty, footballeur français.
  - Monique Ric-Hansen, joueuse sud-africaine de badminton.
  - Ilia Saveliev, joueur russe de volley-ball.
- 12 juin : Victoria Lepădatu, rameuse roumaine.
- 16 juin : Tupac Shakur, rappeur américain († 13 septembre 1996).
- 17 juin : Jorien van Nes, actrice néerlandaise.
- 18 juin : 
  - Josselin Garnier, mathématicien français.
  - Lisa Barbuscia, actrice américaine.
- 20 juin : Jeordie White, bassiste américain.
- 22 juin : Mary Lynn Rajskub, actrice et scénariste américaine.
- 24 juin : Inal Sherip, réalisateur et scénariste belge.
- 25 juin : Bruno Guillon, animateur de radio et de télévision français.
- 26 juin : Óscar Higares, matador espagnol.
- 28 juin :
  - Fabien Barthez, footballeur français.
  - Paul Magnette, homme politique belge de langue française.
  - Elon Musk, chef d'entreprise, ingénieur et inventeur d'origine sud-africaine naturalisé canadien puis américain.
- 30 juin : Monica Potter, actrice américaine.

## Juillet
- 1er juillet :
  - Missy Elliott, rappeuse américaine.
  - Julianne Nicholson, actrice et réalisatrice américaine.
  - Igor Pashkevich, patineur artistique soviétique puis russe († 26 mars 2016).
- 3 juillet : Julian Assange, journaliste, informaticien, cybermilitant et lanceur d'alerte australien.
- 4 juillet : Cécile Ladjali, enseignante et femme de lettres française.
- 5 juillet : Djamal Damou, champion français de kick boxing.
- 8 juillet :
  - Neil Jenkins, joueur de rugby à XV gallois.
  - Amanda Peterson, actrice américaine († 3 juillet 2015).
- 10 juillet : 
  - Manolo Sánchez, matador espagnol.
  - Birgit Kober, athlète handisport allemande.
- 12 juillet : Patrick Puydebat, comédien et animateur français.
- 13 juillet : 
  - Luca Bizzarri, acteur et présentateur italien.
  - Anne Chagnaud, nageuse française.
  - Richard Groenendaal, coureur cycliste néerlandais.
  - Akiko Kawase, nageuse synchronisée japonaise.
  - MF DOOM, (Daniel Dumile, dit), rappeur et producteur musical britannique († 31 octobre 2020).
- 15 juillet : Marcus Intalex, (Marcus Julian Kaye (dit), artiste britannique de drum and bass († 28 mai 2017).
- 15 juillet : Jim Rash, acteur américain.
- 16 juillet : Carlos Núñez, musicien galicien.
- 19 juillet : 
  - Irina Kudesova, romancière, journaliste et traductrice franco-russe.
  - Corinne Vuillaume, écrivaine française († 7 février 2016).
- 20 juillet : Sandra Oh, actrice canadienne.
- 21 juillet : Charlotte Gainsbourg, chanteuse et actrice franco-britannique.
- 22 juillet : Kristine Lilly, footballeuse américaine.
- 23 juillet : Alison Krauss, chanteuse et violoniste américaine
- 25 juillet : Miriam Shor, actrice américaine.
- 29 juillet : Lisa Ekdahl, chanteuse de jazz suédoise.
- 30 juillet : 
  - Calogero, chanteur français.
  - Christine Taylor, actrice américaine.

## Août
- 1er août : Messmer, artiste de l’hypnose québécois.
- 2 août : Dick Schreuder, footballeur néerlandais.
- 3 août : Alejandro García Padilla, personnalité politique portoricaine.
- 6 août : Fatman Scoop, rappeur américain († 31 août 2024).
- 7 août : Sydney Penny, actrice américaine.
- 8 août : Ibrahim Yacouba, Syndicaliste et homme politique nigérien.
- 9 août : Roman Romanenko, cosmonaute russe.
- 10 août : 
  - Justin Theroux, acteur, scénariste, réalisateur et producteur américain.
  - Kevin Randleman, pratiquant américain d'arts martiaux mixtes († 11 février 2016).
- 11 août : Aisha Binani, femme politique nigériane.
- 12 août : 
  - Pete Sampras, joueur de tennis américain.
  - Rebecca Gayheart, actrice et réalisatrice américaine.
- 13 août : Graça Fonseca, femme politique portugaise.
- 16 août : 
  - Lee Blakeley, metteur en scène britannique († 4 août 2017).
  - Léa Lassarat, chef d'entreprise française.
- 18 août : Aphex Twin (Richard D. James, sit), musicien britannique.
- 21 août : Emmanuel Franck Biya, personnalité camerounaise.
- 22 août : Benoît Violier, chef cuisinier franco-suisse († 31 janvier 2016).
- 23 août : Mayangsari, chanteuse indonésienne.
- 26 août : Abdou Cherif, chanteur marocain († 8 mars 2024).
- 27 août : Julian Cheung, acteur et chanteur hongkongais.
- 28 août :
  - Shane Andrews, joueur de baseball américain.
  - Janet Evans, nageuse américaine.
  - Joann Sfar, auteur de bande dessinée français.
  - José Ignacio Sánchez, matador espagnol.
- 29 août : Candis Cayne, actrice américaine.
- 30 août : Hakim El Karoui, essayiste et consultant français d'origine tunisienne.
- 31 août : Chris Tucker, acteur américain.

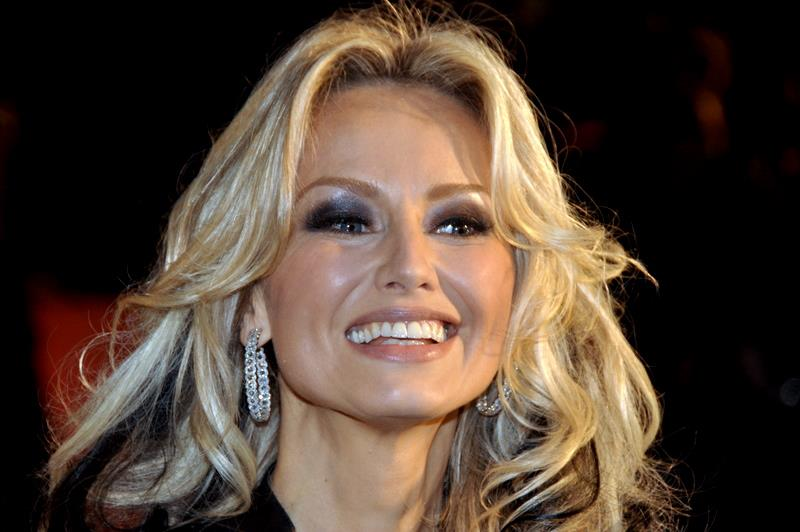
Le mannequin Adriana Karembeu, née le 17 septembre 1971.

## Septembre
- 1er septembre : 
  - Hakan Şükür, footballeur turc.
  - Lââm, chanteuse française.
  - Luci van Org, chanteuse allemande.
  - Maury Sterling, acteur américain.
  - Sandra Muller, journaliste française, première femme à utiliser le #BalanceTonPorc.
  - Ricardo Antonio Chavira, acteur américain.
  - Virgile Bayle, acteur français.
- 3 septembre : 
  - Kiran Desai, écrivain indienne.
  - Trevor St. John, acteur américain.
- 4 septembre :
  - John Thierry, joueur américain de football américain († 24 novembre 2017).
  - Anita Yuen, actrice hongkongaise.
- 5 septembre : Kevin McAleenan, avocat américain.
- 6 septembre : Dolores O'Riordan, chanteuse irlandaise du groupe The Cranberries († 15 janvier 2018).
- 8 septembre :
  - David Arquette, acteur américain.
  - Martin Freeman, acteur britannique.
  - Vico C, rappeur et chanteur portoricain.
- 9 septembre :  Henry Thomas, acteur américain.
- 10 septembre : Remzie Osmani, chanteuse kosovare.
- 11 septembre : Richard Ashcroft, chanteur anglais.
- 13 septembre : Stella McCartney, styliste anglaise.
- 14 septembre : 
  - Pat Healy, acteur, producteur, réalisateur et scénariste américain.
  - Tanya Chan, femme politique hongkongaise.
- 16 septembre :
  - Marit van Bohemen, actrice néerlandaise.
  - Isra Girgrah, boxeuse américano-yéménite.
- 17 septembre : Adriana Karembeu, mannequin slovaque.
- 18 septembre :
  - Anna Netrebko, chanteuse d'opéra (soprano) russo-autrichienne.
  - Lance Armstrong, coureur cycliste américain.
- 19 septembre : 
  - Sanaa Lathan, actrice américaine.
  - Bryony Worthington, femme politique britannique.
- 20 septembre :
  - Masashi Hamauzu, compositeur japonais.
  - Henrik Larsson, footballeur suédois.
- 22 septembre : Luther Reigns, catcheur et acteur américain.
- 25 septembre : Marjon Hoffman, écrivaine néerlandaise.
- 27 septembre : Amanda Detmer, actrice américaine.
- 28 septembre
  - Alexeï Ovtchinine, cosmonaute russe,
  - Ruiz Manuel (Manuel Ruiz Valdivia), matador espagnol.
- 29 septembre : Mackenzie Crook, acteur et réalisateur britannique.
- 30 septembre : 
  - Jenna Elfman, actrice et productrice américaine.
  - Nicole Blackman, artiste américaine.

## Octobre
- 2 octobre : Brent Renaud, journaliste, photographe et cinéaste américain († 13 mars 2022).
- 3 octobre : Kevin Richardson, chanteur américain.
- 6 octobre : 
  - Emily Mortimer, actrice, productrice, scénariste et journaliste britannico-américaine
  - Finito de Córdoba (Juan Serrano Pineda), matador espagnol.
- 10 octobre : 
  - Amanda Ryan, actrice britannique.
  - Ievgueni Kissine, pianiste virtuose russe.
- 12 octobre : 
  - Oleg Novitski, spationaute russe.
  - Aga Khan V, chef spirituel des ismaéliens nizârites.
- 13 octobre : Sacha Baron Cohen, acteur anglais.
- 14 octobre : 
  - Alexandra Lamy, actrice française.
  - Marie-Laure Descoureaux, actrice française.
- 17 octobre : Andy Whitfield, acteur australo-britannique († 11 septembre 2011).
- 18 octobre :
  - Emmanuelle Laborit, actrice, écrivaine et chansigneuse française.
  - Líber Vespa, footballeur international uruguayen († 25 juillet 2018).
- 19 octobre : Stefan Hart de Keating, poète de slam mauricien.
- 20 octobre :
  - Dannii Minogue, chanteuse australienne.
  - Rachel House, actrice néo-zélandaise.
  - Snoop Dogg, rappeur américain.
- 21 octobre : 
  - Ted Budd, homme politique américain.
  - Thomas Ulsrud, curleur norvégien († 24 mai 2022).
- 22 octobre : Mitchell van der Gaag, footballeur néerlandais reconverti entraîneur.
- 26 octobre : Anthony Rapp, acteur et chanteur américain.
- 29 octobre : 
  - Winona Ryder, actrice américaine.
  - Ma Huateng, homme d'affaires chinois.
- 30 octobre : Astrid Veillon, actrice française.
- 31 octobre : Thomas Smith, joueur et entraîneur de rugby à XV écossais († 6 avril 2022).

## Novembre
- 3 novembre : Jonathan Blow, game designer et développeur de jeux vidéo américain.
- 6 novembre : Laura Flessel, escrimeuse française.
- 10 novembre :
  - Big Pun, rappeur américain d'origine portoricaine († 7 février 2000).
  - Warren G, rappeur américain.
  - Luis de Pauloba (Luis Ortiz Valladares), matador espagnol.
- 11 novembre : David DeLuise, acteur et réalisateur américain.
- 12 novembre : Rebecca Wisocky, actrice américaine.
- 15 novembre : Jay Harrington, acteur américain.
- 19 novembre : Naoko Mori, actrice japonaise.
- 20 novembre : Joel McHale, acteur, animateur de télévision et humoriste américain.
- 24 novembre : Rian Gerritsen, actrice néerlandaise.
- 27 novembre : 
  - Kirk Acevedo, acteur américain d'originale portoricaine et chinoise.
  - Larry Allen, sportif professionnel américain de football américain († 2 juin 2024).
- 28 novembre : Pavel Cheremet, journaliste biélorusse († 20 juillet 2016).
- 30 novembre : Jessalyn Gilsig, actrice canado-américaine.

## Décembre
- 4 décembre : Aymeric Caron, journaliste, écrivain et homme politique français.
- 7 décembre : 
  - Chasey Lain, actrice américaine.
  - Kagendo Murungi, féministe kenyane, militante LGBT et réalisatrice.
- 8 décembre : Enrique Ponce, matador espagnol.
- 9 décembre : Karen Pickering, nageuse britannique.
- 12 décembre : Khassaraporn Suta,, haltérophile thaïlandaise.
- 13 décembre :
  - Park Jin-young (ou J.Y.Park), chanteur, réalisateur-artistique et auteur-compositeur sud-coréen.
  - Gloria Casarez, féministe lesbienne américaine († 19 octobre 2014).
- 14 décembre : 
  - Michaela Watkins, actrice américaine.
  - Tia Texada, actrice américaine.
- 17 décembre : 
  - Antoine Rigaudeau, basketteur français.
  - Nikki McCray-Penson, joueuse et entraîneuse américaine de basket-ball († 7 juillet 2023).
- 18 décembre : 
  - Jason Hughes, acteur britannique.
  - Lucy Deakins, ancienne actrice américaine aujourd'hui avocate.
- 19 décembre : Amy Locane, actrice américaine.
- 21 décembre : Matthieu Chedid dit -M- chanteur français.
- 23 décembre : Tara Palmer-Tomkinson, personnalité mondaine britannique († 8 février 2017).
- 24 décembre : Ricky Martin, chanteur et acteur portoricain.
- 25 décembre :
  - Dido, chanteuse anglaise.
  - Noel Hogan, guitariste irlandais du groupe The Cranberries.
  - Justin Trudeau, 23e premier ministre du Canada.
- 26 décembre : 
  - Jared Leto, acteur et chanteur américain.
  - Tatiana Sorokko, mannequin américain d'origine russe, journaliste de mode et collectionneuse de haute couture.
- 28 décembre : Thomas Cantaloube, journaliste français.
- 30 décembre : Daniel Sunjata, acteur américain.
- 31 décembre : Søren Pape Poulsen, homme politique danois († 2 mars 2024).

## Date inconnue
- Birgit Adam, écrivaine allemande.
- Aitziber Alonso, illustratrice basque.
- Zahran Allouche, rebelle syrien, chef de la brigade salafiste Jaych al-Islam et chef militaire du Front islamique († 25 décembre 2015).
- Sanneke Bos, actrice néerlandaise.
- Ismahane Elouafi, chercheuse en agriculture marocaine.
- Jacqueline Evans, environnementaliste néo-zélandaise ;
- Gurgon Kyap, acteur et directeur artistique d'origine tibétaine († 29 juin 2016).
- Erlyne Antonella Ndembet Damas, femme politique gabonaise.
- Kenny Random, artiste italien.
- Theary Seng, militante des droits de l'homme américano-cambodgienne.
- Rosie Stapel, réalisatrice et productrice néerlandaise.
- Kamel Deguiche, homme politique tunisien.
- Cléo Palacio-Quintin, compositrice et flûtiste québécoise.